# 三星顯示
三星顯示有限公司（英文：Samsung Display Co., Ltd.）位於南韓忠清南道牙山市，為三星集團旗下的子公司，是一間專門生產TFT-LCD液晶電視所需液晶面板的公司。

## 簡介
前身是S-LCD Corporation，由日本索尼與韓國三星電子雙方各持股50%所共同合資的公司，而目前三星電子已取得公司100%的股權。而三星電子也在收購其股權後將旗下面板部門、Samsung Mobile Display和S-LCD合併為獨立為目前的新公司。

## 歷史
日本索尼過去因錯失液晶面板技術，使其位於第一的品牌排名陸續被夏普、松下、韓國三星電子與LG集團超越，索尼電視部門的業績不佳拖垮了公司整體的獲利。三星電子為穩居全球液晶面板龍頭製造商，索尼與三星電子於2004年4月26日共同達成協議，出資2兆1000億韓元（各出50%）在南韓忠清南道牙山市湯井共同成立S-LCD股份公司，並投入製造第七代液晶面板，提供每月六萬片產能，索尼將具有產品優先採購權。

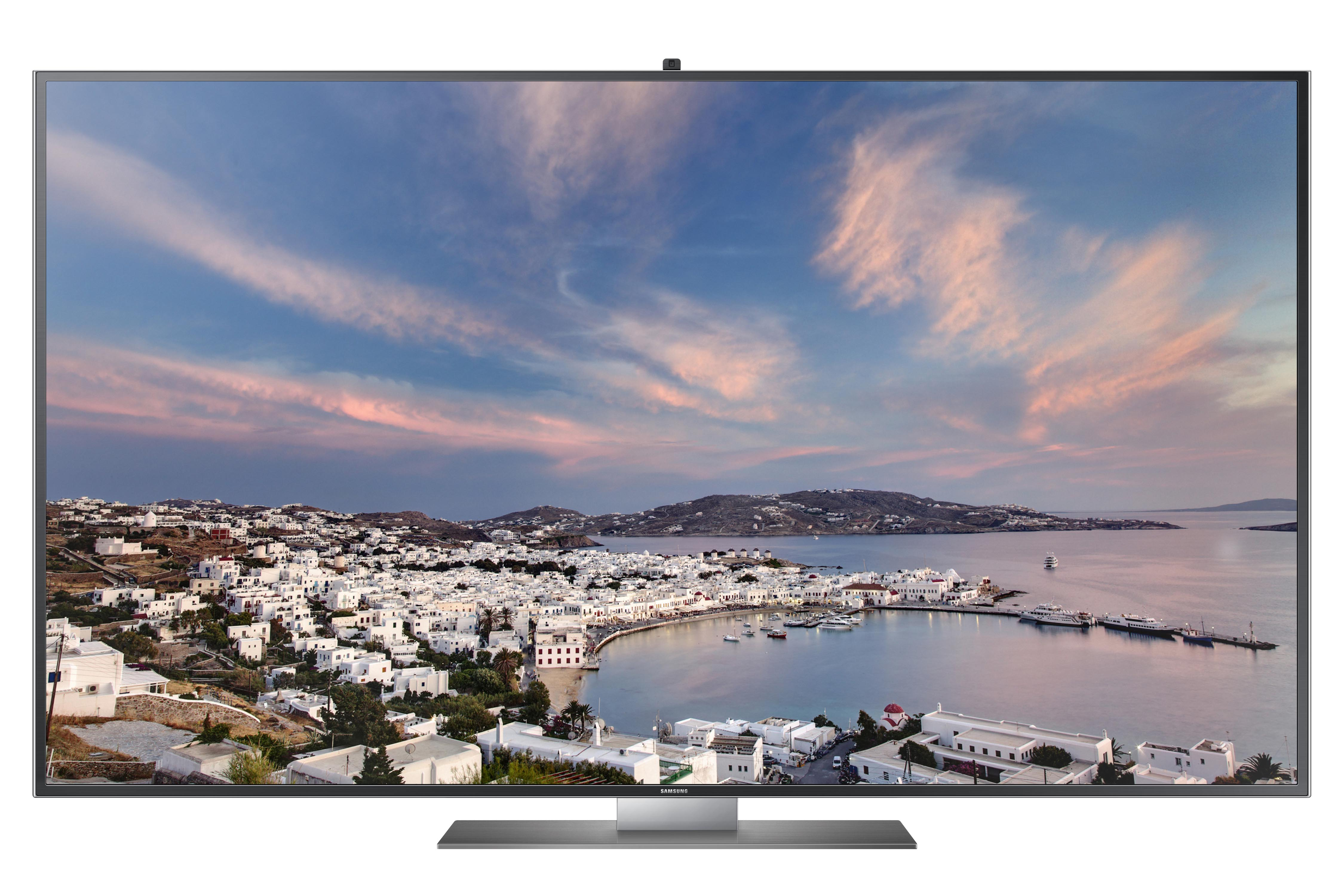
2015年三星顯示大型曲面4K電視

2004年4月26日，日本索尼與韓國三星電子共同達成協議，投入第七代面板。
2005年9月開始，索尼發表全面採用S-LCD所研發第七代S-PVA面板的BRAVIA品牌，由於擺脫無液晶面板的困境加上成本控制、品牌行銷等手段，BRAVIA的全球熱賣使原本拖垮索尼獲利的電視業務在2005年第三季財報扭轉為高度成長的獲利支柱。
2006年4月10日，索尼與三星共同簽署「LOI（Letter of Intent-共同協議書）」，於2006年7月14日再度出資1.8兆韓圓（各出資9,000億韓圓）聯合投入第八世代面板，初期規劃產能為五萬片玻璃基板。2006年11月2日，第八世代面板正式動工，預計在2007年秋季正式投入量產。
2007年8月28日，S-LCD Corporation宣布其第八代生產線製造的首批LCD面板正式出貨。S-LCD第八代生產線生產全球最大的玻璃母板基板，尺寸為2200mm x 2500mm。
2011年12月27日，索尼決定向三星出售旗下合作LCD製造業務的50%股份，涉資9.4億美元。
2013年10月23日美國康寧公司將收購與Samsung Display的液晶玻璃合資公司三星康寧精密材料 Samsung Corning Precision Materials（SCP）全數股權，而 Samsung Display 原先持有 SCP 公司 43% 的股權。並簽署了一項10年期液晶顯示器(LCD)面板玻璃供應協議。而作為交換，Samsung Display可能會持有康寧7.4%的股權。Samsung 將獲得面值19億美元的康寧可轉換優先股，並將額外斥資4億美元認購康寧增發的可轉換優先股。倘若這些優先股被轉換， Samsung 就將獲得康寧7.4%的股權。這批優先股將在7年後以每股20美元的價格轉換，而如果股價超過35美元，康寧也有權強制轉換。
2020年，三星顯示在中华人民共和国江苏省苏州市设立的合资公司苏州三星电子液晶显示科技有限公司、苏州三星显示有限公司股权被TCL科技旗下的华星光电收购，前者为60%，而后者为100%。

## 面板

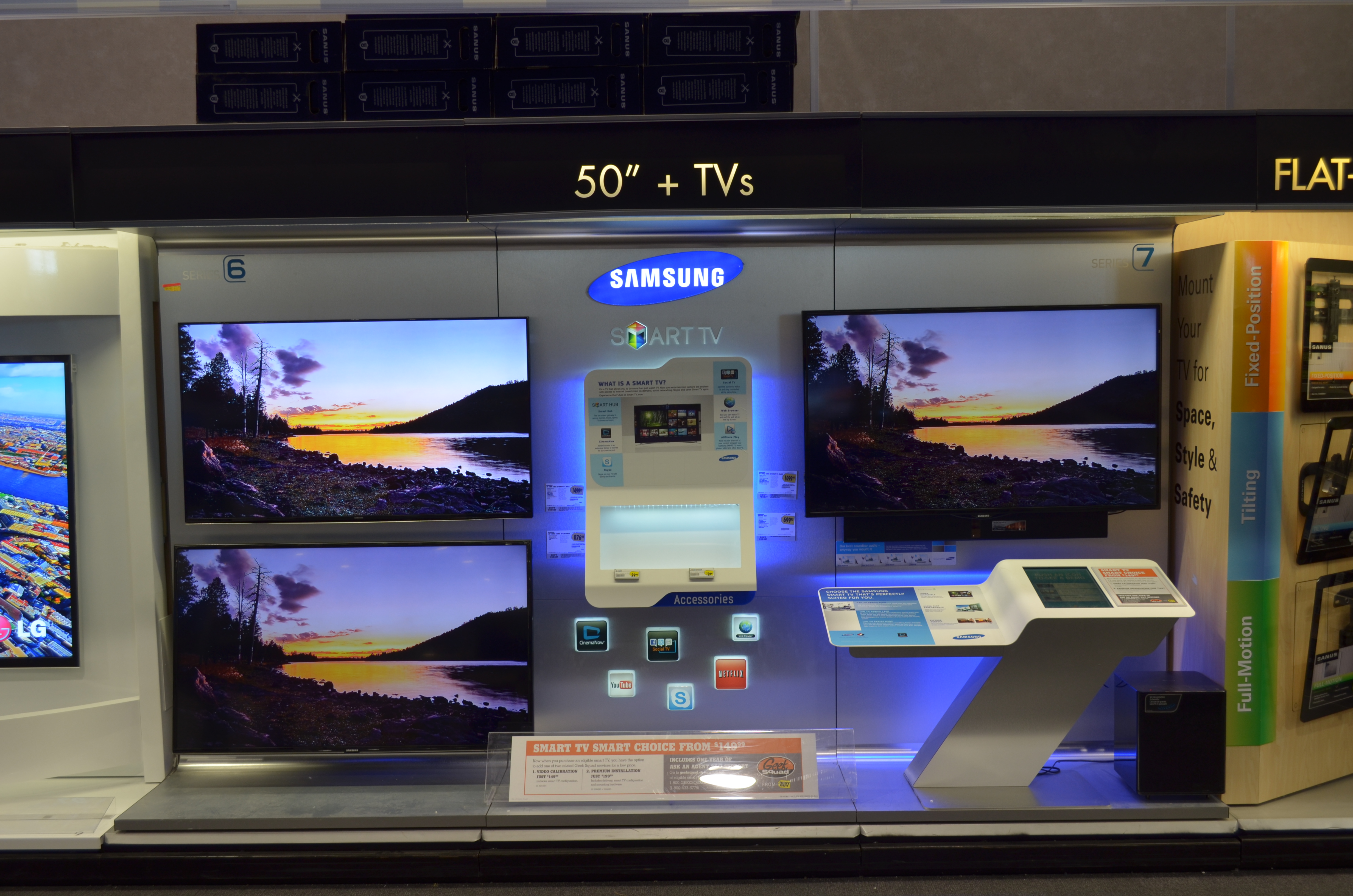
50吋級智慧電視系列

- 第七世代面板（1,870mm×2,200mm）：46吋6片、40型8片、32型12片，每月產能：75000片
- 第八世代面板（2,200mm×約2,500mm）：50吋預計6片、46型8片，每月產能：50000片

## 爭議
- 2013年4月9日，三星顯示因涉竊取LG集團的有機發光二極體（OLED）技術，遭首爾地方警察廳調查人員進入其位於牙山市總部搜查與該科技相關的文件。三星發言人Nathan Kim指出，警方正調查三星的競爭對手LG液晶顯示器 （LG Display）合作夥伴是否有洩漏技術機密，以及三星是否涉入其中。[2]

## 外部連結
- 三星顯示有限公司（页面存档备份，存于）